# Platycerus albisomni
Platycerus albisomni là một loài bọ cánh cứng trong họ Lucanidae. Loài này được Kubota Kubota & Otobe mô tả khoa học năm 2008.